# The Broken Hearts Gallery
The Broken Hearts Gallery é um futuro filme de comédia romântica escrito e dirigido por Natalie Krinsky, a sua estreia na direção. É estrelado por Geraldine Viswanathan, Dacre Montgomery, Utkarsh Ambudkar, Molly Gordon, Phillipa Soo e Bernadette Peters. Selena Gomez apresenta-se como produtora executiva. O filme está programado para ser lançado a 7 de agosto de 2020, pela TriStar Pictures.

## Elenco
- Geraldine Viswanathan como Lucy Danielson
- Dacre Montgomery como Nick Danielson
- Utkarsh Ambudkar como Melvin
- Molly Gordon como Amanda
- Suki Waterhouse como Bethany
- Phillipa Soo como Nadine
- Arturo Castro
- Bernadette Peters
- Ego Nwodim
- Taylor Hill
- Megan Ferguson

## Produção
Em maio de 2019, foi anunciado que Geraldine Viswanathan, Dacre Montgomery e Utkarsh Ambudkar se tinham juntado ao elenco do filme, com Natalie Krinsky dirigindo um roteiro que ela escreveu. Selena Gomez atuará como produtora executiva sob a sua própria produção, July Moon Productions. Em setembro de 2019, foi anunciado que Molly Gordon, Suki Waterhouse, Phillipa Soo, Arturo Castro e Bernadette Peters também se tinham juntado ao elenco do filme. As gravações começaram em julho de 2019.

## Lançamento
Em junho de 2020, a TriStar Pictures e a Stage 6 Films adquiriram os direitos de distribuição do filme e definiram o lançamento para 10 de julho de 2020 mas acabou por ser adiado para 17 de julho e novamente para 7 de agosto de 2020.